# Mark Robson
Mark Robson (ur. 4 grudnia 1913 w Montrealu, zm. 20 czerwca 1978 w Londynie) – kanadyjski reżyser, producent filmowy i montażysta. Dwukrotnie – w 1958 i 1959 – nominowany do Oscara za reżyserię filmów: Peyton Place (1957) i Gospoda Szóstego Dobrodziejstwa (1958).
Zmarł nagle na zawał serca w czasie realizacji filmu Ekspres pod lawiną (1979). Został pochowany na Mount Sinai Memorial Cmentary w Los Angeles w Kalifornii.

## Najważniejsze filmy
- 1943: Siódma ofiara
- 1949: Champion
- 1954: Mosty Toko-Ri
- 1956: Tym cięższy ich upadek
- 1957: Mała chatka
- 1957: Peyton Place
- 1958: Gospoda Szóstego Dobrodziejstwa
- 1960: Widok z tarasu
- 1963: Nagroda
- 1965: Ekspres von Ryana
- 1966: Wojna w Algierze
- 1967: Dolina lalek
- 1974: Trzęsienie ziemi
- 1979: Ekspres pod lawiną (Robson zmarł podczas realizacji filmu, dokończył go Monte Hellman)